# 1346
- Wikisource

| Calendário gregoriano                                                        | 1346 MCCCXLVI                                        |
| Ab urbe condita                                                              | 2099                                                 |
| Calendário arménio                                                           | 795 – 796                                            |
| Calendário bahá'í                                                            | -498 – -497                                          |
| Calendário budista                                                           | 1890                                                 |
| Calendário chinês                                                            | 4042 – 4043 Início a 23 de janeiro (aproximadamente) |
| Calendário copta                                                             | 1062 – 1063                                          |
| Calendário etíope                                                            | 1338 – 1339                                          |
| Calendários hindus - Vikram Samvat - Calendário nacional indiano - Cáli Iuga | 1401 – 1402 1267 – 1268 4446 – 4447                  |
| Calendário Holoceno                                                          | 11346                                                |
| Calendário islâmico                                                          | 747 – 748                                            |
| Calendário judaico                                                           | 5106 – 5107                                          |
| Calendário persa                                                             | 724 – 725                                            |
| Calendário rúnico                                                            | 1596                                                 |
| Calendário solar tailandês                                                   | 1889                                                 |

1346 (MCCCXLVI na numeração romana) foi um ano comum do século XIV do Calendário Juliano, da Era de Cristo, a sua letra dominical foi A (52 semanas), teve início a um domingo e terminou também a um domingo.
| Ano completo                    |
| ------------------------------- |
| Ano comum com início ao domingo |

## Eventos
- 26 de Agosto - Batalha de Crécy, durante a Guerra dos Cem Anos.
- O embaixador em Barcelona o D. Martim Esteves de Avelar  assinou o acordo entre o rei e o infante Pedro IV de Aragão para a realização do casamento da infanta D. Leonor de Portugal.

## Nascimentos
- Filipe de Rouvres, duque da Borgonha (m. 1361).